# Гибсон, Грэм
Томас Грэм Камерон Гибсон (англ. Thomas Graeme Cameron Gibson; 9 августа 1934, Лондон, Онтарио — 18 сентября 2019, Лондон, Великобритания) — канадский писатель, педагог и общественный деятель, гражданский партнёр Маргарет Этвуд. Сооснователь и председатель Союза писателей Канады, основатель и председатель Доверительного фонда развития писателей, президент канадского отделения ПЕН-клуба. Кавалер ордена Канады (1992), лауреат премии Торонтского международного фестиваля авторов (1993), почётный член Королевского канадского географического общества (2007).

## Биография
Грэм Гибсон родился в 1934 году в Лондоне (Онтарио) в семье выходцев из Шотландии. Его отец был кадровым военным, завершившим карьеру в звании бригадного генерала.
Окончив Университет Западного Онтарио со степенью бакалавра в 1958 году, Гибсон преподавал английский язык и литературу в Политехническом институте Райерсона (Торонто) с 1961 по 1969 год. В 1969 году вышел в свет его первый роман «Пять ног». Это модернистское интертекстуальное произведение поднимало темы смертности человека и писателя. В течение первой недели продаж была раскуплена тысяча копий книги. В 1971 году был издан роман-продолжение — «Причастие» (англ. Communion). Жена Гибсона Ширли, по роду деятельности издатель, родила ему двух сыновей — Мэтта и Грея. Этот брак закончился разводом в 1973 году.
С начала 1970-х годов Гибсон начал активную деятельность по пропаганде канадской художественной литературы, которую издатели в то время рассматривали как второстепенную по отношению к литературе США. Среди первых общественных акций Гибсона было оборачивание памятника просветителю Эгертону Райерсону (имя которого носит вуз в Торонто) в американский флаг в знак протеста против продажи издательства Ryerson Press американской компании. В 1973 году он издал сборник интервью с коллегами писателями «Одиннадцать канадских романистов», ставший манифестом современной канадской литературы. Среди писателей, интервью с которыми были включены в эту книгу, наряду с Тимоти Финдли, Маргарет Лоренс, Элис Манро, Мордехаем Рихлером, Мариан Энгель и Остином Кларком, была Маргарет Этвуд. С этого же года между ними завязались романтические отношения, и в 1976 году Маргарет родила Грэму дочь — Элинор Джесс Этвуд-Гибсон. Хотя формально они никогда не вступали в брак, они оставались близки вплоть до конца жизни Гибсона.
Вскоре после издания «Одиннадцати канадских романистов», ставших самой известной из его книг, Гибсон стал одним из основателей Союза писателей Канады (англ. Writers’ Union of Canada) и в 1974—1975 годах занимал пост его председателя. В 1978 году он основал Доверительный фонд развития писателей (англ. Writers’ Development Trust, позже Доверительный фонд писателей Канады), став его первым председателем. Им также был создан Совет по развитию книжного и журнального дела (англ. Book and Periodical Development Council), председательское место в котором он занимал с 1975 года. В 1983 году при участии Гибсона было основано канадское отделение ПЕН-клуба в Торонто, президентом которого он был с 1987 по 1989 год. В 1995 году по его инициативе канадский ПЕН-клуб совместно с Мэсси-колледжем Торонтского университета учредили программу поддержки писателей в изгнании, позднее ставшую международной. Этот шаг отражал его убеждения в том, что свободы и удобства, которыми пользуется большинство канадцев, должны быть доступны и людям в других странах.
К концу 1970-х годов писательская деятельность отошла для Гибсона на второй план по отношению к общественно-политической активности. До середины 1990-х годов он опубликовал в общей сложности ещё два романа — «Вечное движение» (англ. Perpetual Motion) и «Смерть джентльмена». Первый из них, вышедший в 1982 году и содержащий критику хищнической эксплуатации человечеством природных ресурсов, обычно считается лучшим из художественных произведений Гибсона; его действие разворачивается в Онтарио XIX века, где главный герой Роберт Фрейзер пытается построить вечный двигатель, работающий на природной энергии. Четвёртый роман Гибсона, посвящённый поискам смысла жизни в современном обществе, увидел свет в 1993 году. В этом произведении снова центральными становятся темы писательского ремесла и смерти. Помимо романов, Гибсон опубликовал рассказ «Голова Панчо Вильи», а также создал ряд сценариев для кино, телевидения и радио.
В 1996 году, не окончив свой очередной роман, Гибсон объявил, что прекращает работу над произведениями этого жанра. Название неоконченного романа, «Моральное расстройство» (англ. Moral Disorder), он подарил Этвуд, которая использовала его как заглавие сборника рассказов, выпущенного десятилетием позже. Тем не менее полностью с литературным творчеством Гибсон не покончил. Будучи на протяжении многих лет активистом природоохранного движения и страстным любителем наблюдения за птицами (помимо прочего, он возглавлял Центр наблюдения за птицами на острове Пели на озере Эри и входил в правление канадского отделения Всемирного фонда дикой природы), он с начала 1990-х годов пытался опубликовать книгу, посвящённую птицам, но получил отказы в многочисленных издательствах. В 2005 году, однако, свет увидел составленный Гибсоном сборник прозы, поэзии и произведений изобразительного искусства под названием «Книга птиц на сон грядущий» (англ. The Bedside Book of Birds). Книга получила положительные отзывы от критиков и стала бестселлером. В 2009 году под редакцией Гибсона вышла «Книга зверей на сон грядущий» (англ. The Bedside Book of Beasts), темой которой стали отношения между хищниками и их жертвами.
В 2017 году в журнале New Yorker было впервые упомянуто о том, что Гибсон страдает от ранних стадий деменции. Позже Этвуд рассказывала, что её партнёра страшила перспектива долгого интеллектуального угасания и он мечтал умереть до того, как оно наступит. В сентябре 2019 года, сопровождая Этвуд в Англию, где она проводила рекламную кампанию своего нового романа «Заветы», Гибсон в возрасте 85 лет скончался в лондонской больнице, оставив после себя двух сыновей и дочь.

## Награды и звания
Грэм Гибсон стал лауреатом Торонтской премии в области искусств в 1990 году и премии Уотерфронт Торонтского международного фестиваля авторов в 1993 году. В 1992 году он был произведён в кавалеры ордена Канады за заслуги в пропаганде канадской художественной литературы и создании национальных писательских организаций.
В 1991 году Союз писателей Канады учредил премию за весомый вклад в улучшение условий жизни и творчества канадских писателей. Премия была названа в честь Грэма Гибсона, и он сам стал её первым лауреатом. В 2007 году, после выхода «Книги птиц», он был избран почётным членом Королевского канадского географического общества. В 2015 году Гибсон и Маргарет Этвуд за свою природоохранную деятельность были удостоены золотой медали от Королевского канадского географического общества.